# ارشاد حسن خان
ارشاد حسن خان (انگلیسی: Irshad Hasan Khan؛ زادهٔ ۷ ژانویهٔ ۱۹۳۷) قاضی اهل پاکستان است. وی از سال ۲۰۰۰ تا ۲۰۰۲ قاضی ارشد پاکستان بوده‌است. 